# يلينا بيلوفا (عالم مارفل السينمائي)
يلينا بيلوفا هي شخصية خيالية جسّدتها فلورنس بيو في عالم مارفل السينمائي (MCU)، وهي مستندة إلى شخصية قصص مارفل المصورة التي تحمل الاسم نفسه. تُصوَّر على أنها الأخت بالتبني لـناتاشا رومانوف.
تدرّبت بيلوفا كقاتلة في برنامج الأرملة السوداء داخل الغرفة الحمراء، وأصبحت واحدة من أعظم القتلة الأطفال. عندما كبرت، ساعدت رومانوف ووالديهما بالتبني، أليكسي شوستاكوف وميلينا فوستوكوف، في القضاء على عمليات الغرفة الحمراء التي يقودها دريكوف. تسقط ضحية لحدث "الاختفاء" (The Blip)، وبعد أن تُستعاد إلى الحياة، تعمل كقاتلة مأجورة لصالح فالنتينا أليغرا دي فونتين، التي توكل إليها مهمة قتل كلينت بارتون، لكنها تعفو عن حياته. لاحقًا، تنضم إلى فريق من القتلة المأجورين الذين يشكّلون لاحقًا فريق الصواعق والذي يُعاد تسميته لاحقًا بـالمنتقمون الجدد.
ظهرت بيو في دور الشخصية في أفلام الأرملة السوداء (2021)، ثاندربولتس* (2025)، ومسلسل ديزني+ هوك آي (2021)و حظي أدائها بإشادة إيجابية عمومًا. جسّدت فيوليت ماكغرو النسخة الصغيرة من بيلوفا.